# سي. تانغانا

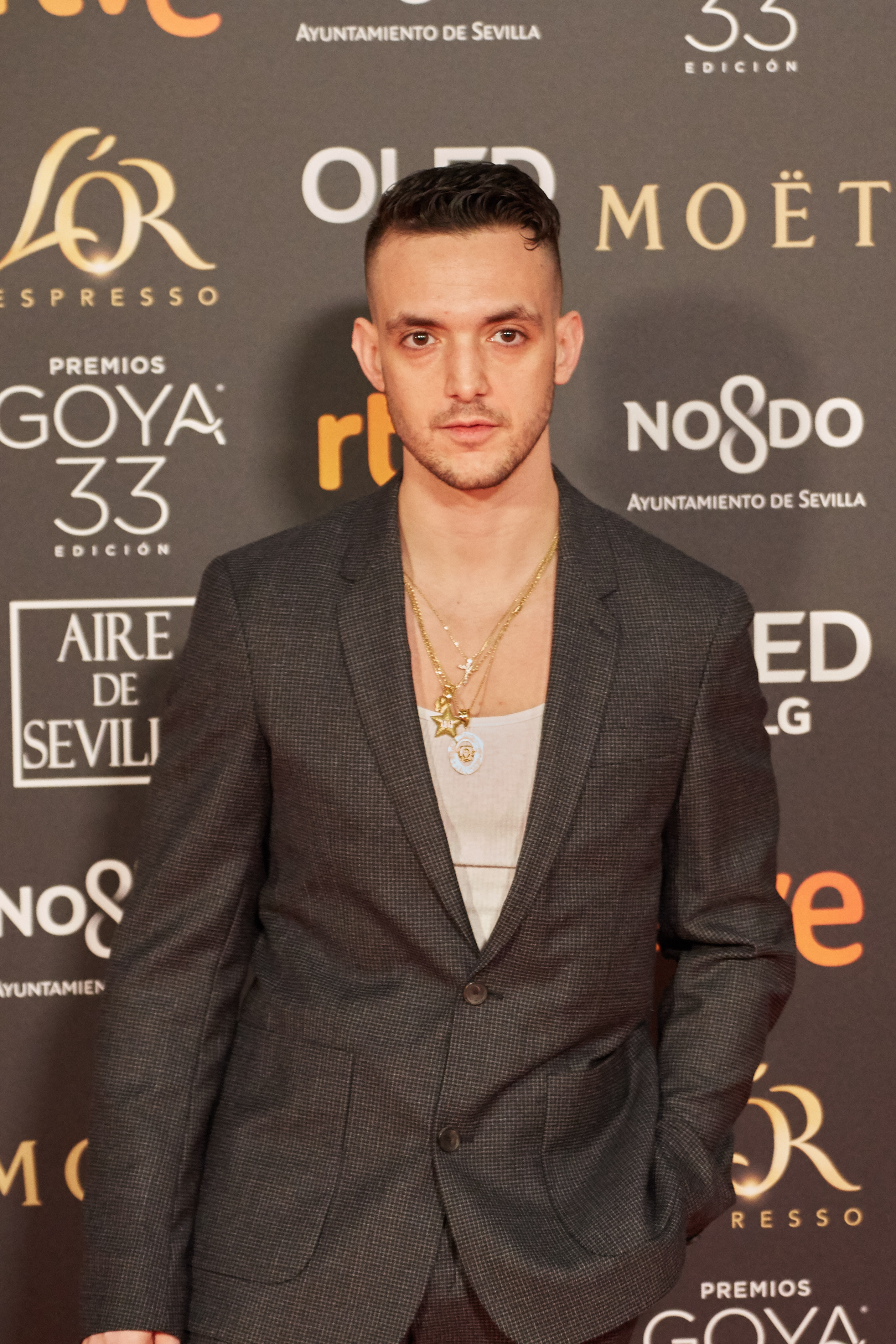
الفنان سي تانغو بمهرجان فني في إشبيلية عام 2019

أنطون ألفاريز ألفارو (من مواليد 16 يوليو 1990) ، المعروف باسم سي تانغانا، هو مغني راب إسباني من مدريد، إسبانيا. وهو عضو في مجموعة الراب Agorazein. بدأ مسيرته الموسيقية في عام 2005 تحت اسم مستعار Crema ،  مع عرض توضيحي يسمى Él Es Crema . تصدر تانغانا مهرجان Primavera Sound . في عام 2020 ، تم اختياره كواحد من أكثر الأشخاص نفوذاً والفنانين الأكثر إبداعًا في إسبانيا من قبل مجلة فوربس .

## روابط خارجية
- الموقع الرسمي

قالب:MTV Europe Music Award for Best Worldwide Act